# Jivara
Jivara – jaskinia krasowa w południowo-wschodniej części Kuby, w górach Sierra Maestra.
W jaskini znajduje się kaskadowy ciąg obszernych korytarzy oraz przepływa potok.